# Vieux Luxembourg

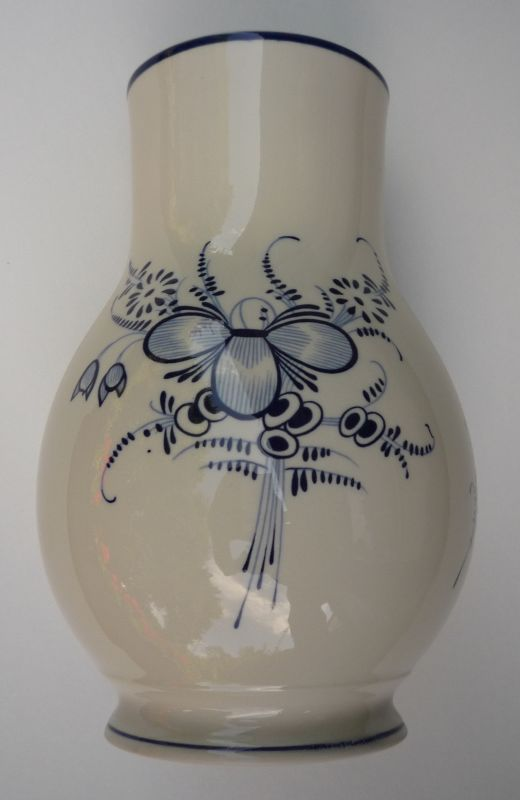
Gerro amb la decoració Vieux Luxembourg

Vieux Luxembourg és un disseny de porcellana utilitzat per Villeroy & Boch. Una dels més antics fabricants de porcellana d'Europa. Villeroy & Boch encara està en producció a Luxemburg.
Vieux Luxembourg és una reminiscència dels dissenys que es van importar des de l'Orient durant els segles xvi i xvii. El cos de porcellana de Vieux Luxemburg s'accentua amb una vora fistonat de blau cobalt. Les decoracions florals es distribueixen en el cos de cada peça.
Aquest pas va ser la creació d'un establiment de ceràmica a Audun-le-Tiche, Lorena amb el seu primer model realitzat l'1 d'abril 1748. Tan sols unes dècades més tard, l'empresa es trobava entre els millors d'artesans europeus, nomenada "François Boch et Frères, Fabricació Imperiale et Royale" de Septfontaines Rollingergrund, a prop de la ciutat de Luxemburg.